# ۷۳ (پیش از میلاد)
۷۳ (پیش از میلاد) ۷۳مین سال قبل از تقویم میلادی است.